# Jean Janssens
Jean Janssens foi um ciclista belga de ciclismo de estrada. Representou seu país, Bélgica, nos Jogos Olímpicos de Verão de 1920 em Antuérpia, onde conquistou a medalha de bronze no contrarrelógio por equipes. Os outros membros da equipe foram Albert Wyckmans, Albert De Bunné e André Vercruysse.